# Venkatagiri
Venkatagiri est une ville d'Inde, située dans le district de Nellore dans l'État de l'Andhra Pradesh.

## Source de la traduction
- (en) Cet article est partiellement ou en totalité issu de l’article de Wikipédia en anglais intitulé « Venkatagiri » (voir la liste des auteurs).